# Lucerna (film, 1967)
Lucerna je český televizní film z roku 1967 natočený podle stejnojmenné divadelní hry Aloise Jiráska, kterou v někdejší Československé televizi režíroval František Filip. Film ozdobily vynikající výkony celé řady známých českých herců. Hlavní postavu mlynáře Libora zde ztvárnil Radoslav Brzobohatý, krásnou paní kněžnu pak brněnská herečka Vlasta Fialová. Nedobrého správce panství nezapomenulným způsobem vytvořil Jan Pivec, mladého vodníka Michala si zahrál Josef Kemr, jeho druha Ivana pak Zdeněk Štěpánek. Mladou schovanku Haničku hrála Jaroslava Obermaierová, učitelského mládence Zajíčka Radovan Lukavský, šumaře Kláska Vladimír Menšík, jeho ženu Kláskovou Iva Janžurová, lidové muzikanty Bohuš Záhorský a Rudolf Deyl mladší. Mlynářovu starou babičku Leopolda Dostalová, dvořana Svatopluk Beneš.
Tato televizní verze Jiráskovy Lucerny měla svoji premiéru v Československé televizi na Štědrý večer v roce 1967.

## Obsazení
| Vlasta Fialová         | paní kněžna                         |
| Jan Pivec              | vrchní správce panství              |
| Radoslav Brzobohatý    | mlynář Libor                        |
| Radovan Lukavský       | učitel Zajíček, muzikant-houslista  |
| Leopolda Dostalová     | babička ve mlýně                    |
| Vítězslav Vejražka     | Braha                               |
| Jaroslava Obermaierová | Hanička, mlynářova schovanka a milá |
| Svatopluk Beneš        | dvořan, hrabě, kněžnin společník    |
| Bohuš Záhorský         | muzikant Zima, klarinetista         |
| Rudolf Deyl mladší     | muzikant Sejtko, hornista           |
| Vladimír Menšík        | muzikant Klásek, klarinetista       |
| Iva Janžurová          | Klásková                            |
| Zdeněk Štěpánek        | vodník Ivan                         |
| Josef Kemr             | vodník Michal                       |
| Jiří Holý              | pan Franc, kancelářský pomocník     |
| Ferdinand Krůta        | sluha Jean                          |
| Pavel Spálený          | mušketýr                            |
| Karolina Slunéčková    | komorná                             |
| Jiří Pleskot           |                                     |
| Jiří Smutný            |                                     |

## Tvůrci a štáb
- Televizní úprava a režie: František Filip
- Námět: Alois Jirásek (stejnojmenná divadelní hra)
- Kamera: Vladimír Opletal
- Vedoucí výroby: Jaroslav Řeřicha
- Hudba: Jiří Srnka
- Nahrál: Filmový symfonický orchestr (řídí František Belfín)
- Choreografie: Václav Štádler
- Architekt: Miloš Ditrich
- Návrhy kostýmů: Lída Novotná
- Návrhy masek: Anežka Kunová
- Zvuk: Miloš Alster
- Střih: Karel Kohout
- Asistent střihu: Ivana Götzová
- Skript: Zdenka Barochová
- Zástupce vedoucího výroby: Jaroslava Götzová
- Druhý kameraman: Ivan Rybák, Vladimír Řezníček
- Pomocný režisér: Jiřina Pokorná

## Produkční a technické údaje
- Premiéra: 24. prosinec 1967, I. program Československé televize (od 20:15)
- Výroba: Televizní filmová tvorba v ateliérech Filmového studia Barrandov pro literárně-dramatické vysílání Československá televize Praha, © 1967
- Zpracování: Filmové laboratoře Praha
- Barva: černobílý
- Jazyk: čeština
- Délka: cca 113 minut
- Formát obrazu: 4:3